# Ситуаційний пазл
Ситуативний пазл часто називають хвилинними таємницями, головоломками з латеральним мисленням або головоломками "так / ні" .
Ситуаційні пазли зазвичай розігруються в групі, коли одна людина веде головоломку, а інші задають питання, на які можна відповісти лише "так" чи "ні". Залежно від налаштувань та рівня складності, інші відповіді, підказки чи прості пояснення, чому відповідь "так" чи "ні", можуть вважатися прийнятними. Головоломка вирішується, коли хтось із гравців зможе повідомити сюжет, який мав на увазі ведучий, зокрема пояснивши, який аспект початкового сценарію викликав загадку.
Ці загадки неточні, і багато тверджень пазла мають більше, ніж одну можливу відповідь. Мета, однак, полягає в тому, щоб дізнатись сюжет події, який господар має на увазі. Критичне мислення та читання, логічне мислення, а також латеральне мислення можуть знадобитися для вирішення загадки про ситуацію. Термін латеральне мислення був введений Едвардом Де Боно для позначення творчого стилю розв’язання проблем, який передбачає розгляд даної ситуації з несподіваних ракурсів і, як правило, необхідне для вирішення ситуаційних пазлів.
Термін "головоломка з побічним мисленням" був популяризований Полом Слоуном у його книзі "Латеральне мислення".

## Приклад
Приклад ситуацій буде:
Чоловік заходить у бар і просить бармена випити води. Бармен дістає пістолет, спрямовує його на чоловіка і зводить курок. Чоловік робить паузу, перед тим як сказати «Дякую» і піти. Що трапилось?
Перелік запитань і відповідей може йти приблизно так.
1. Питання: Чи міг його почути бармен? Відповідь: Так
2. Питання: Чи був бармен злий з якоїсь причини? В: Ні
3. Питання: Пістолет був водяним пістолетом? В: Ні
4. Питання: Чи знали вони один одного з раніше? В: Ні (або: "не має значення", оскільки в будь-якому випадку це не впливає на результат)
5. Питання: Чи було саркастичним "подяка" чоловіка? В: Ні (або з невеликим натяком: "Ні, він був щиро вдячний")
6. Питання: Чоловік образливо просив води? В: Ні
7. Питання: Чоловік просив води якось дивно? В: Так

Врешті-решт запитання призводять до висновку, що у чоловіка була гикавка, і що причиною його прохання випити воду було не втамування спраги, а для того, щоб вилікувати гикавку. Бармен зрозумів це і замість цього вирішив вилікувати гикавку, злякавши чоловіка пістолетом. Як тільки чоловік зрозумів, що його гикавка зникла, йому більше не потрібно було пити воду, він вдячно подякував бармену і пішов.

## Термінологія
- Йопе - це слово, розроблене для одночасної відповіді на запитання так і ні, у певному сенсі кажучи Так, але ... і Ні, але ... одночасно. Це було б використано, коли було б оманливим давати просту відповідь "так" чи "ні" на питання гравця. Його можна порівняти з японським та корейським терміном mu, що часто перекладається у значенні, що на запитання потрібно «не задавати», оскільки на нього неможливо відповісти.
- N/A (або з зазначенням «не має значення») використовується, коли питання не охоплює поточну ситуацію, або коли відповіді «так» або «ні» не дають ніякої корисної інформації для вирішення головоломки.
- Не має значення, але припустимо, що так використовується, коли ситуація однаково незалежно від того, яка правильна відповідь на запитання, але припускаючи, що один напрямок полегшить подальше опитування або ситуація може прояснитися. Прикладом запитання, на яке може бути дана відповідь із головоломки вище, є: "Пістолет був заряджений?"

## Подальше читання
- Едвард Де Боно, бічне мислення : Креативність Крок за кроком, Harper & Row, 1973, торгівельна обкладинка, 300 сторінок,ISBN 0-06-090325-2